# BugGuide
BugGuide (sau BugGuide.net) este un website și o comunitate online de naturaliști, atât amatori, cât și profesioniști, care împărtășesc observații despre nevertebrate, cum ar fi insecte, păianjeni și alte creaturi înrudite. Site-ul web este format din pagini de ghid informativ și multe mii de fotografii ale artropodelor din Statele Unite și Canada care sunt utilizate pentru identificare și cercetare. Site-ul necomercial este găzduit de Departamentul de Entomologie Iowa State University BugGuide a fost conceput de fotograful Troy Bartlett în 2003 și din 2006 a fost menținut de dr. John VanDyk, profesor adjunct asistent de entomologie și senior systems analyst la Iowa State University. Site-ul este recunoscut pentru ajutorul acordat pentru schimbarea percepției publice despre insecte.
Potrivit autoarei Margaret Roach, „Site-ul este în cazul în care naturaliștii de toate nivelurile parts fotografii de «insecte, păianjeni și rudele lor» pentru a promova entuziasmul și extinde baza de cunoștințe despre aceste adesea trecute cu vederea (și ca BugGuide subliniază, «oft-dezorientate») creaturi”.
Un grup facebook numit BugGuide, a fost creat în 2008.
Din octombrie 2020 are 5.600 de membri.